# Calhoun (Illinois)
Calhoun – wieś w Stanach Zjednoczonych, w stanie Illinois, w hrabstwie Richland.